# Mostaland Parc
Mostaland Parc est un parc à thème, situé dans la ville de Mostaganem, dans le nord-ouest de l'Algérie, au bord de la mer Méditerranée. Il a ouvert ses portes le 13 juillet 2017.
Il s'agit du plus grand parc de loisirs du continent africain avec sa superficie globale de 57 hectares, dont 32 hectares abritant un parc zoologique.

## Attractions
Le parc comprend :
- un parc animalier ;
- un parc d'attractions découvert ;
- un parc d'attractions couvert ;
- un parc aquatique « Kharrouba Aqua-parc » ;
- un lac artificiel ;
- une fontaine musicale avec Esplanade centrale ;
- une piste de Karting ;
- des aires de pique-nique ;
- un complexe Hôtelier 5 étoiles avec des stades de proximité ;
- des pistes pour Quad (Safari Land).

## Accidents
Le 5 juillet 2018, une fille de huit ans, qui s'est trop rapprochée de la cage, a été mordue au bras par un tigre du Bengale au parc zoologique de Mostaland, elle a dû être amputée du bras jusqu'au coude. Le père de la petite fille, a dénoncé l'absence de barrières de sécurité. Le responsable des ressources humaines du parc a répondu dans une déclaration à la presse qu'il existait « des barrières de sécurité avant d'atteindre la cage du tigre blanc », selon lui, la fillette « a traversé la première barrière avant de faire passer son bras à travers les barreaux ». La directrice du parc, a déclaré pour sa part que « toutes les mesures de sécurité ont été prises aux alentours de l'enclos, nous déplorons ce drame, même si les responsabilités sont partagées avec les parents de la victime. ».
Le 19 février 2020, un accident sur la grande roue a engendré dix blessés,.